# 宋旻
宋旻（1420年—1498年），字弘澤，浙江嚴州府淳安縣人，民籍，明朝政治人物。進士出身。

## 生平
浙江鄉試第十八名。景泰二年（1451年）辛未科會試第七十三名，殿試登進士第二甲第六名，授大理寺评事，升寺丞，历左右少卿，升寺卿，以右都御史总督两广军务。弘治元年（1488年），被言官彈劾去職。

## 家族
曾祖父宋庚。祖父宋仲堅，贈禮部郎中。父亲宋興，曾任河南右布政使。